# Брука (Трпани)
Брука (итал. Bruca) је насеље у Италији у округу Трапани, региону Сицилија.
Према процени из 2011. у насељу је живело 133 становника. Насеље се налази на надморској висини од 333 м.